# 한현준 (1960년)

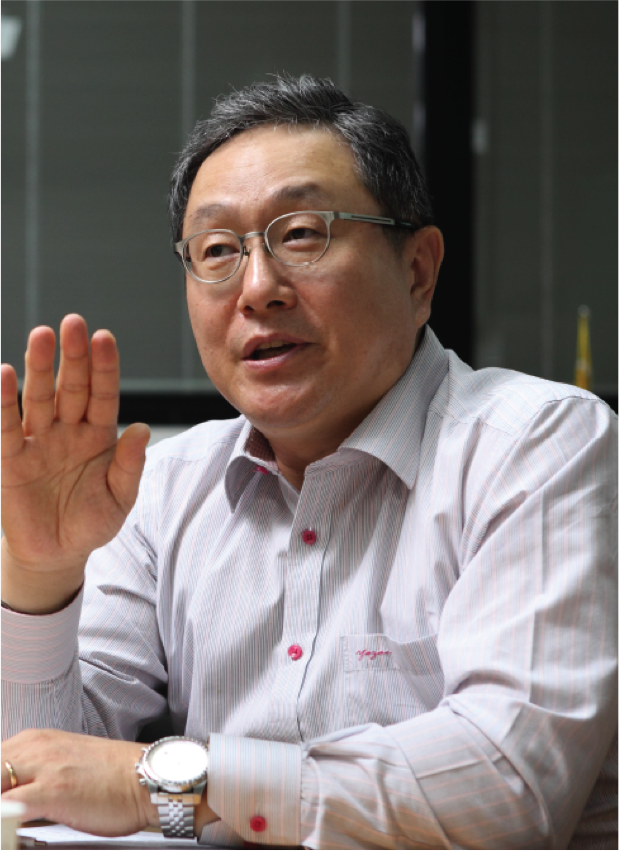

한현준(韓顯濬, 1960년 ~ )은 대한민국의 기업인이자 대구텍의 대표이사 사장이다.

## 같이 보기
- 대구텍
- 워런 버핏
- 버크셔 해서웨이